# タイの在外公館の一覧

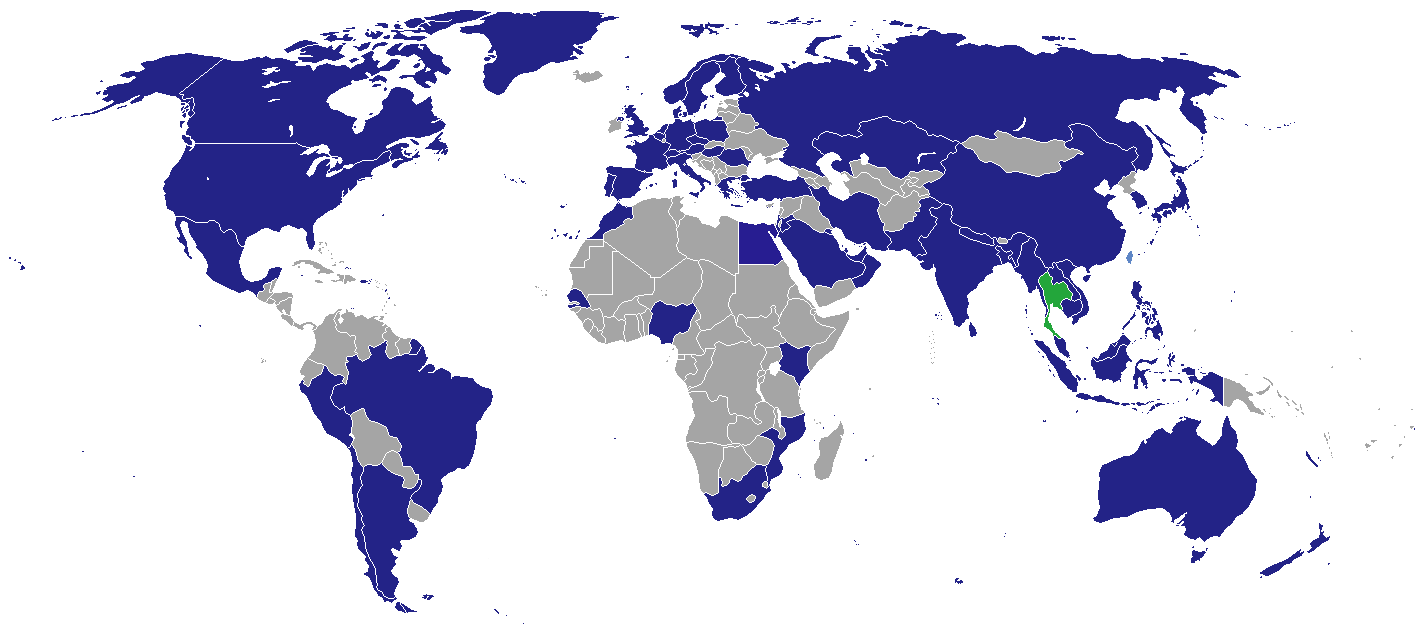
タイ王国の在外公館が設置されている国

タイの在外公館の一覧は、名誉総領事館、名誉領事館を除く、タイ王国の在外公館の一覧である。

## アジア
- インド
  - 在インド大使館 (ニューデリー)
  - 在コルカタ総領事館 (コルカタ)
  - 在チェンナイ総領事館 (チェンナイ)
  - 在ムンバイ総領事館 (ムンバイ)
- インドネシア
  - 在インドネシア大使館 (ジャカルタ)
- カンボジア
  - 在カンボジア大使館 (プノンペン)
- シンガポール
  - 在シンガポール大使館 (シンガポール)
- スリランカ
  - 在スリランカ大使館 (コロンボ)
- 大韓民国
  - 在大韓民国大使館 (ソウル)
- 中華人民共和国
  - 在中華人民共和国大使館 (北京)
  - 在廈門総領事館 (廈門)
  - 在広州総領事館 (広州)
  - 在昆明総領事館 (昆明)
  - 在上海総領事館 (上海)
  - 在青島総領事館 (青島)
  - 在南寧総領事館 (南寧)
  - 在香港総領事館 (香港)
  - 在成都総領事館 (成都)
  - 在西安総領事館 (西安)
- 日本
  - 駐日タイ王国大使館 (東京)
  - 在大阪タイ王国総領事館 (大阪)
  - 在福岡タイ王国総領事館 (福岡)
- ネパール
  - 在ネパール大使館 (カトマンドゥ)
- パキスタン
  - 在パキスタン大使館 (イスラマバード)
  - 在カラチ総領事館 (カラチ)
- バングラデシュ
  - 在バングラデシュ大使館 (ダッカ)
- 東ティモール
  - 在東ティモール大使館 (ディリ)
- フィリピン
  - 在フィリピン大使館 (マニラ)
- ブルネイ

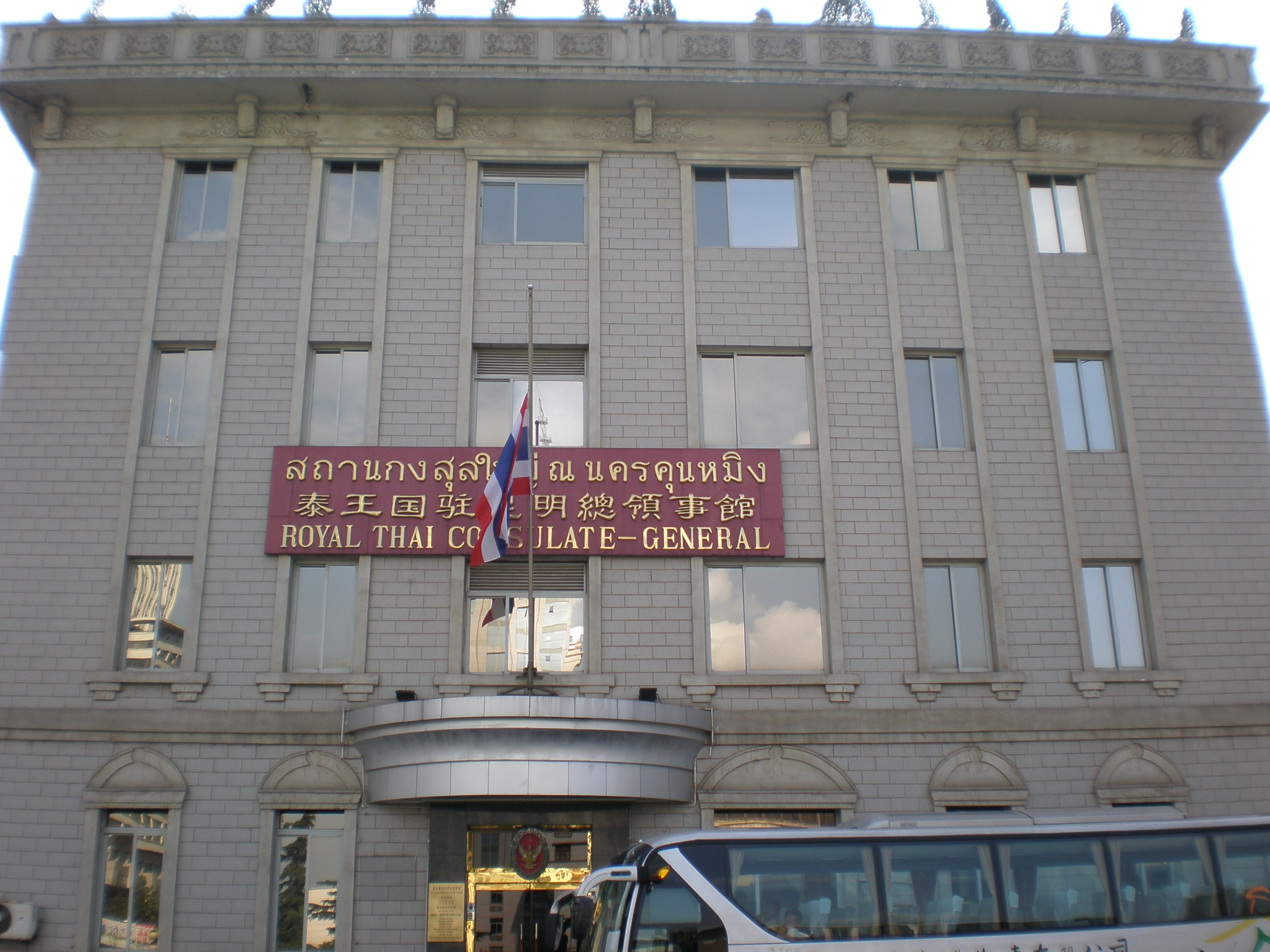
昆明のタイ総領事館

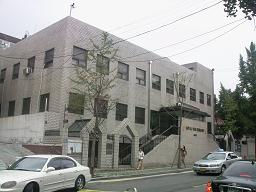
ソウルのタイ大使館

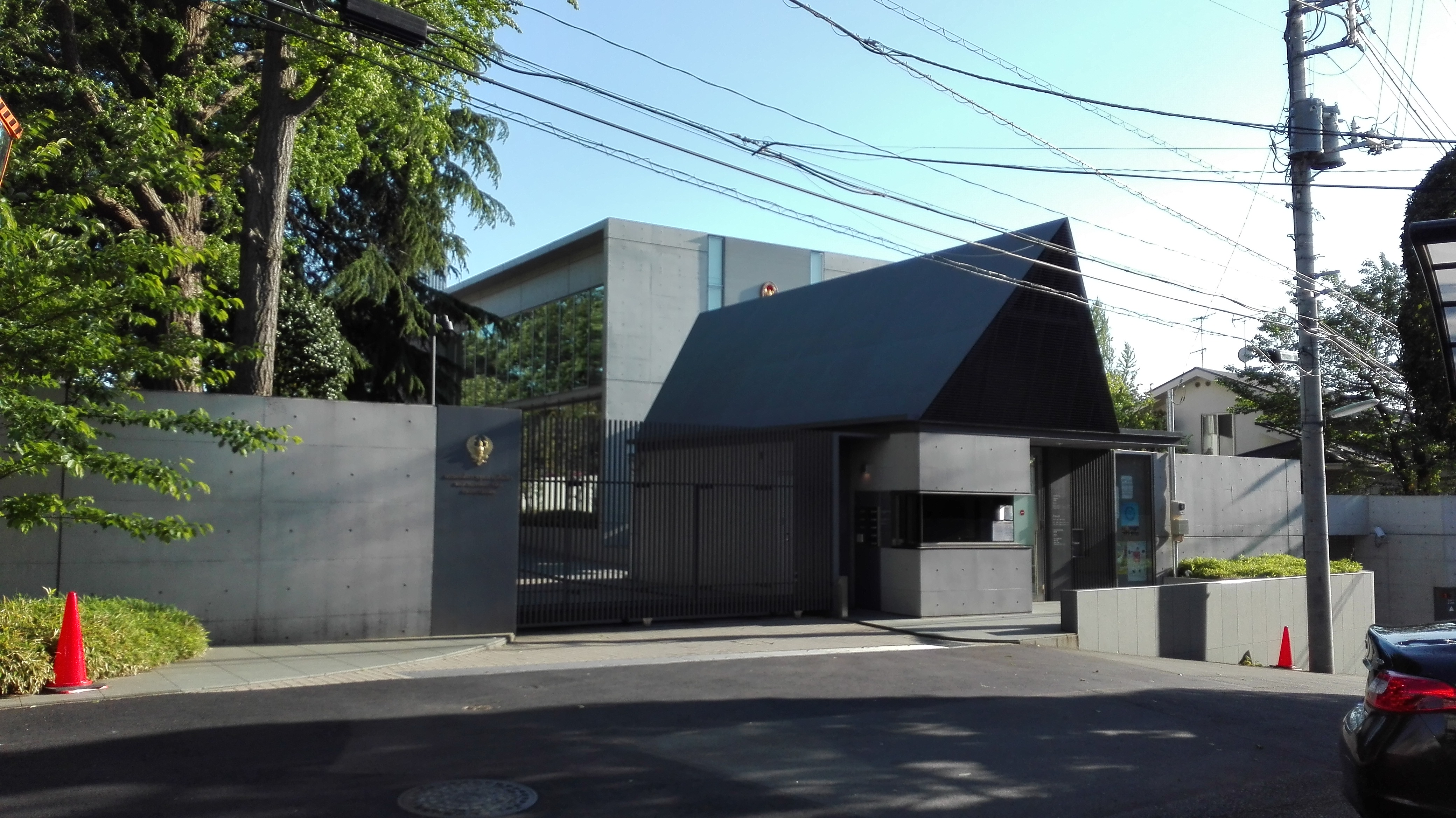
東京のタイ大使館

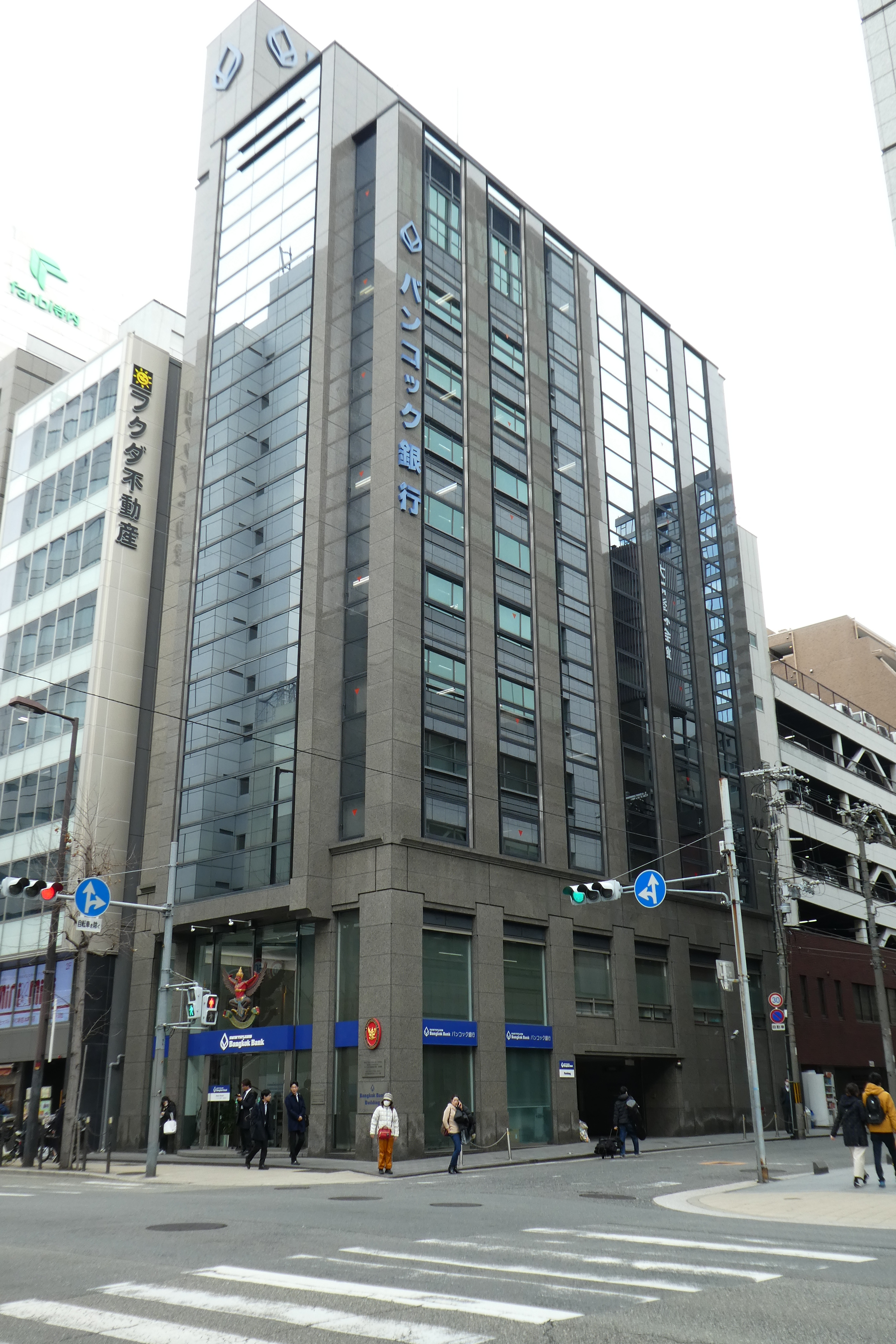
大阪のタイ総領事館

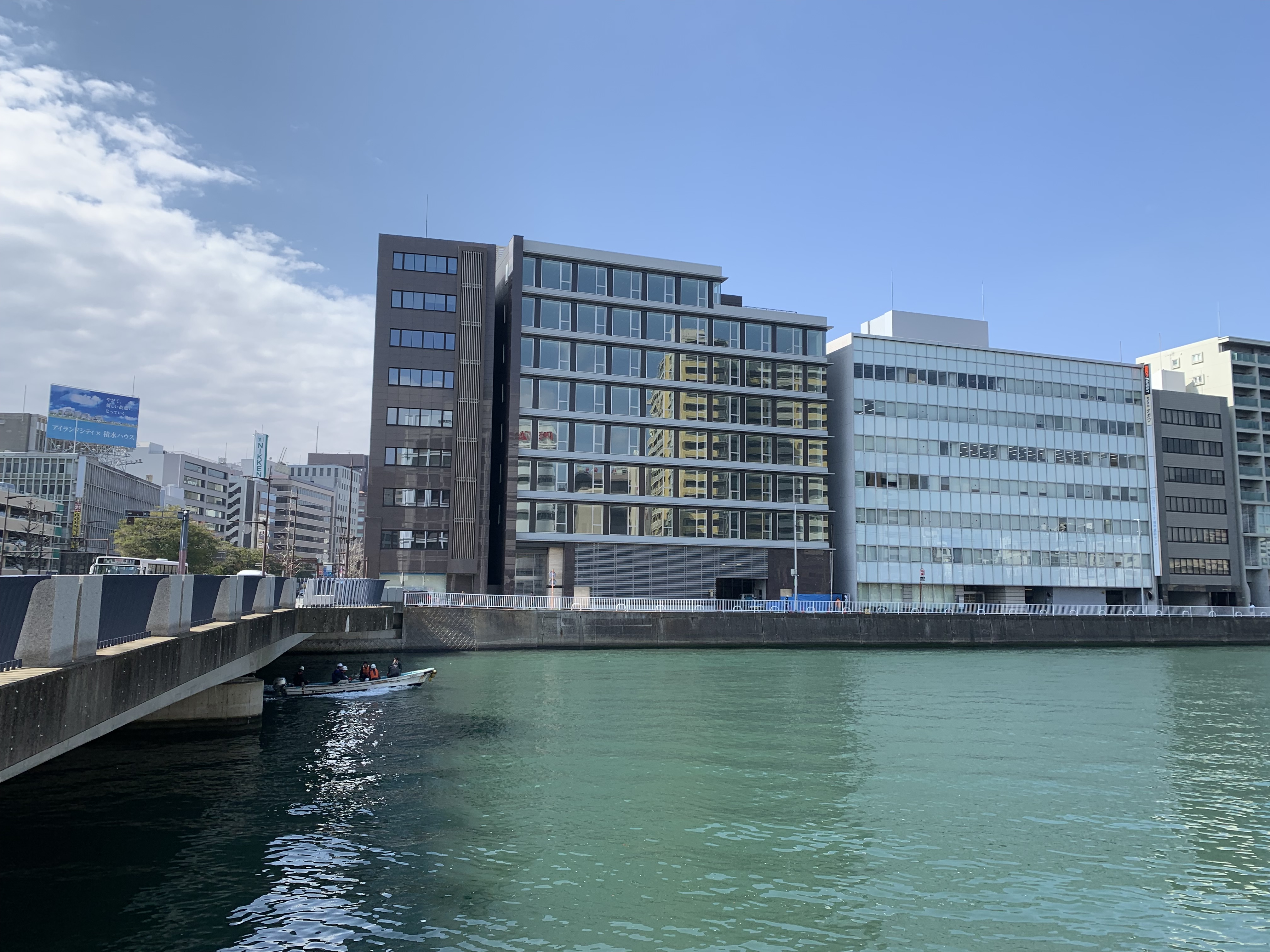
福岡のタイ総領事館

  - 在ブルネイ大使館 (バンダルスリブガワン)
- ベトナム
  - 在ベトナム大使館 (ハノイ)
  - 在ホーチミン総領事館 (ホーチミン市)
- マレーシア
  - 在マレーシア大使館 (クアラルンプール)
  - 在コタキナバル総領事館 (コタキナバル)
  - 在ペナン総領事館 (ペナン)
- ミャンマー
  - 在ミャンマー大使館 (ヤンゴン)
- ラオス
  - 在ラオス大使館 (ヴィエンチャン)
  - 在サワンナケート総領事館 (サワンナケート)
- 台湾
  - 在台北貿易経済事務所 (台北)

## 北米
- アメリカ合衆国

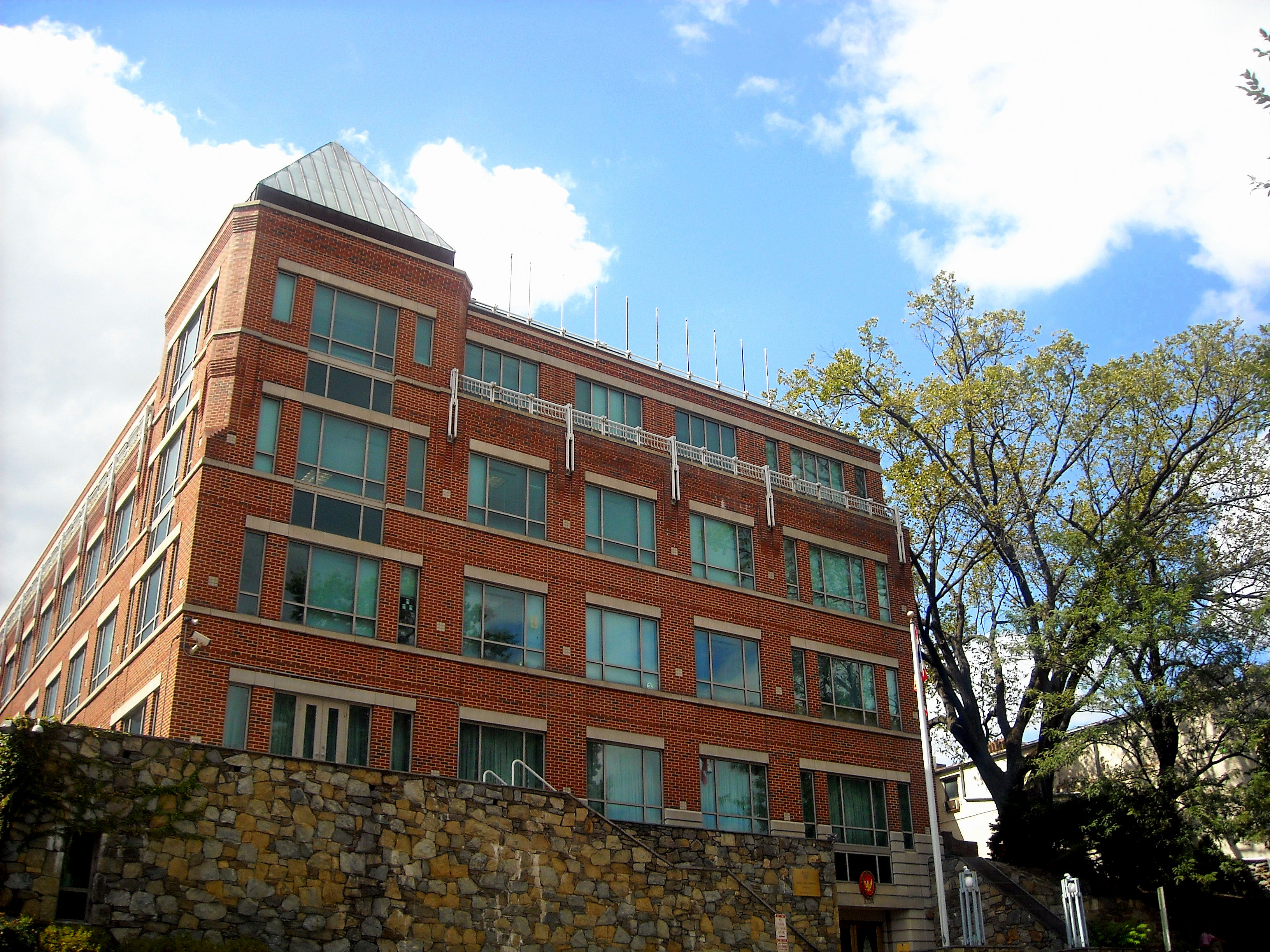
ワシントンD.C.のタイ大使館

  - 在アメリカ合衆国大使館 (ワシントンD.C.)
  - 在シカゴ総領事館 (シカゴ)
  - 在ロサンゼルス総領事館 (ロサンゼルス)
  - 在ニューヨーク総領事館 (ニューヨーク)
- カナダ
  - 在カナダ大使館 (オタワ)
  - 在バンクーバー総領事館 (バンクーバー)
- メキシコ
  - 在メキシコ大使館 (メキシコシティ)

## 中南米
- アルゼンチン
  - 在アルゼンチン大使館 (ブエノスアイレス)
- チリ
  - 在チリ大使館 (サンティアゴ・デ・チレ)
- ブラジル
  - 在ブラジル大使館 (ブラジリア)
- ペルー
  - 在ペルー大使館 (リマ)

## ヨーロッパ
- イタリア
  - 在イタリア大使館 (ローマ)
- イギリス
  - 在英国大使館 (ロンドン)
- オーストリア
  - 在オーストリア大使館 (ウィーン)
- オランダ
  - 在オランダ大使館 (ハーグ)
- ギリシャ
  - 在ギリシャ大使館 (アテネ)
- スイス
  - 在スイス大使館 (ベルン)
- スウェーデン
  - 在スウェーデン大使館 (ストックホルム)
- スペイン
  - 在スペイン大使館 (マドリッド)
- チェコ
  - 在チェコ大使館 (プラハ)
- デンマーク
  - 在デンマーク大使館 (コペンハーゲン)
- ドイツ
  - 在ドイツ大使館 (ベルリン)
  - 在ボン大使館領事事務所 (ボン)

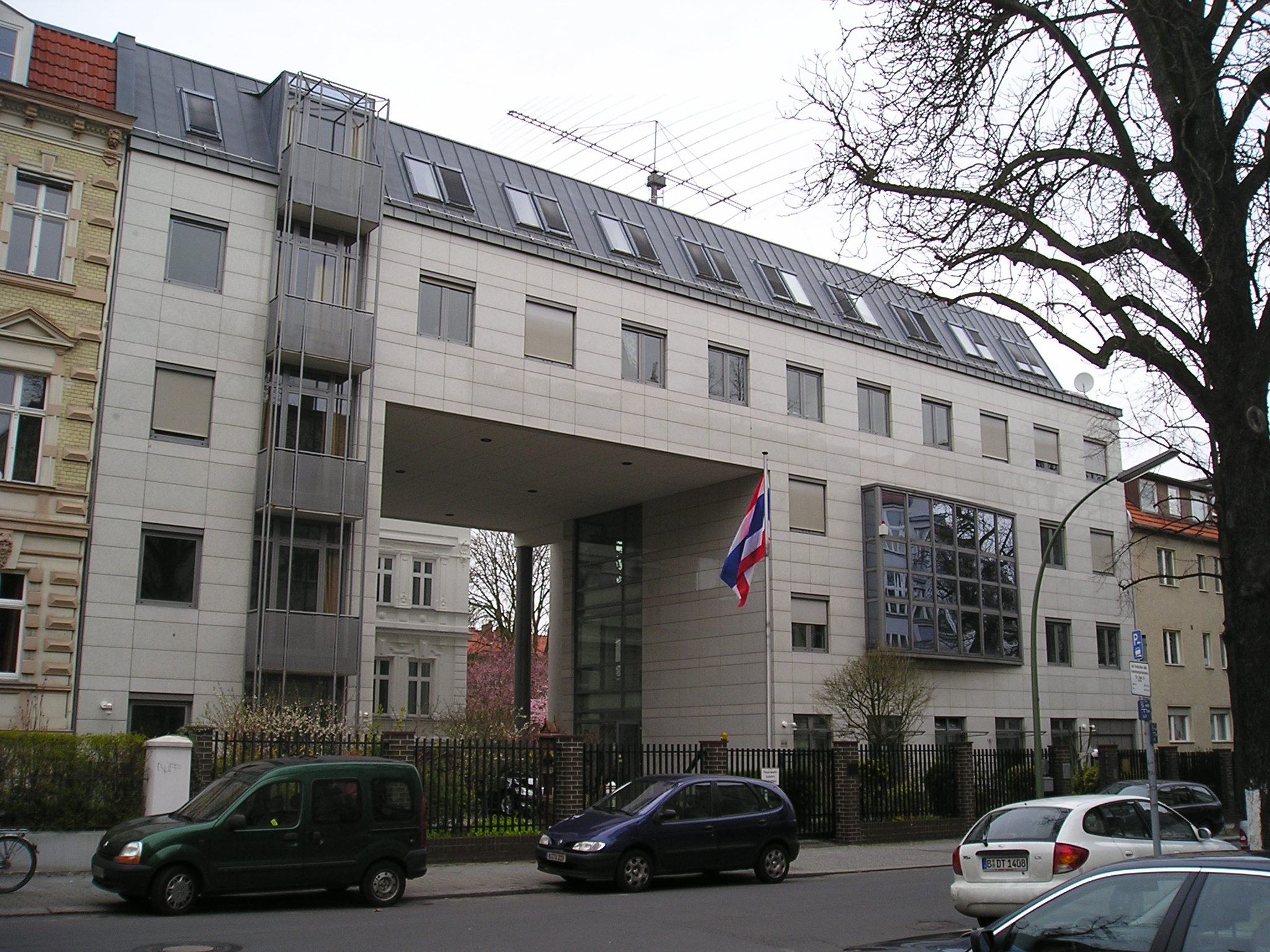
ベルリンのタイ大使館

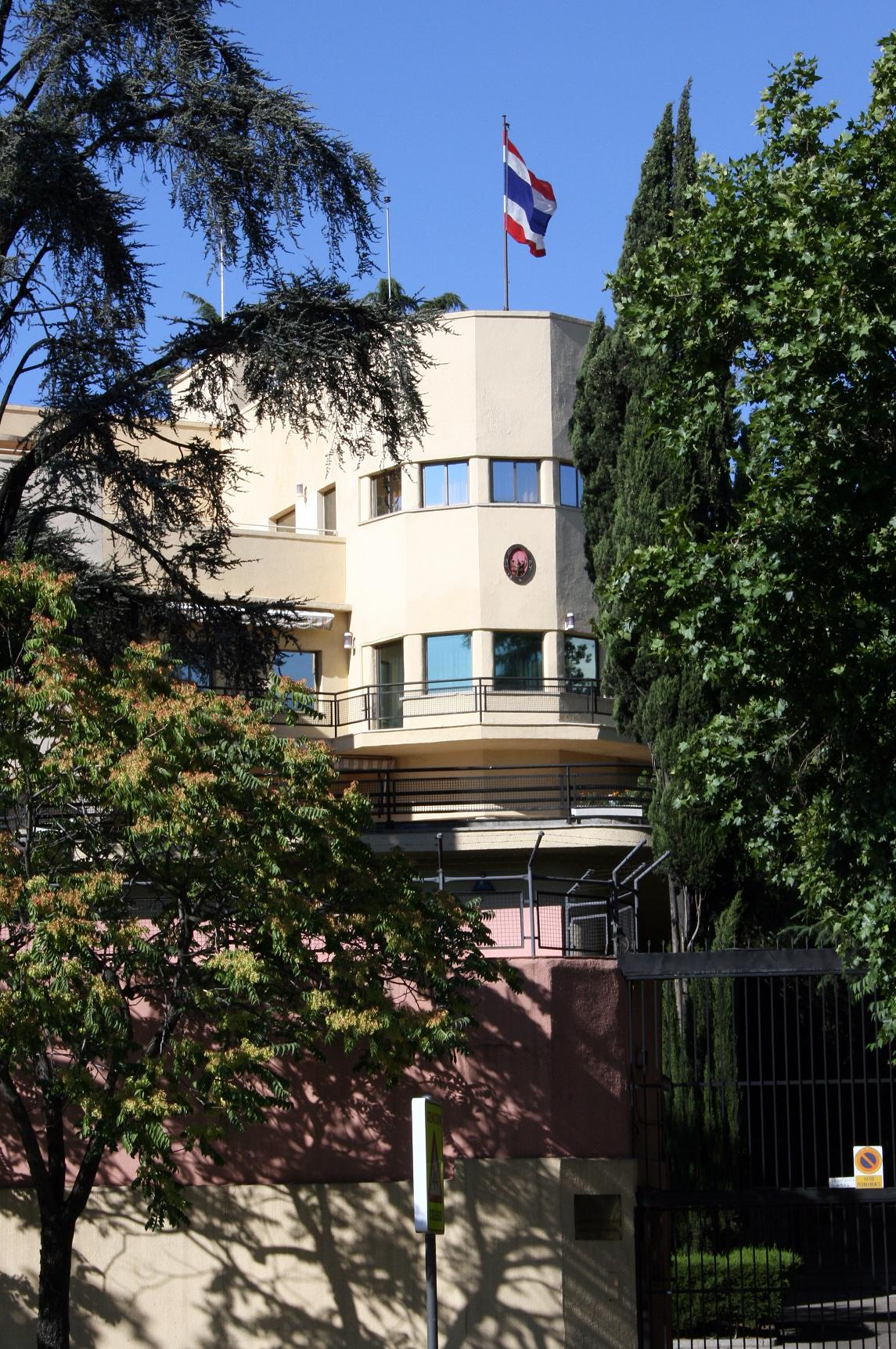
マドリードのタイ大使館

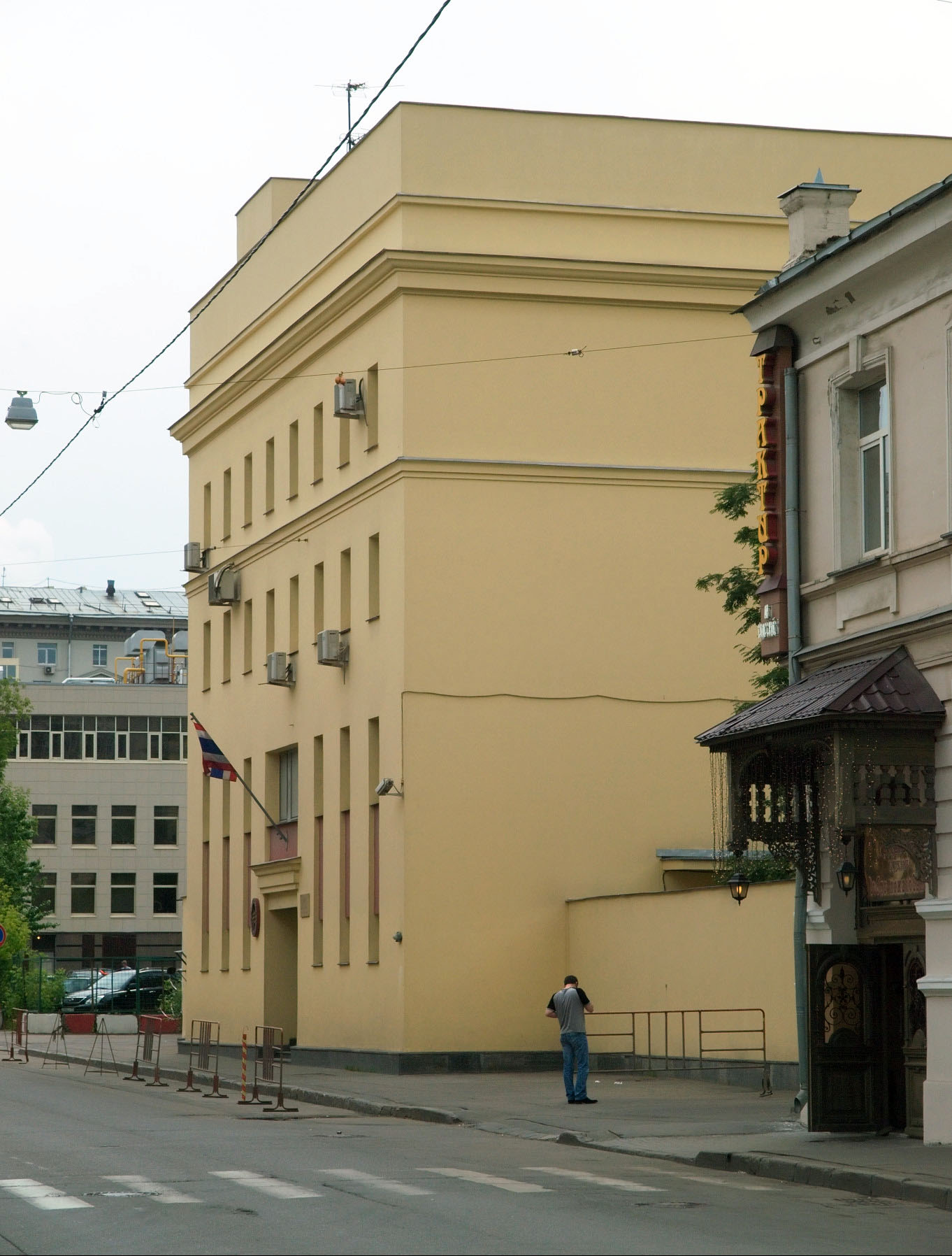
モスクワのタイ大使館

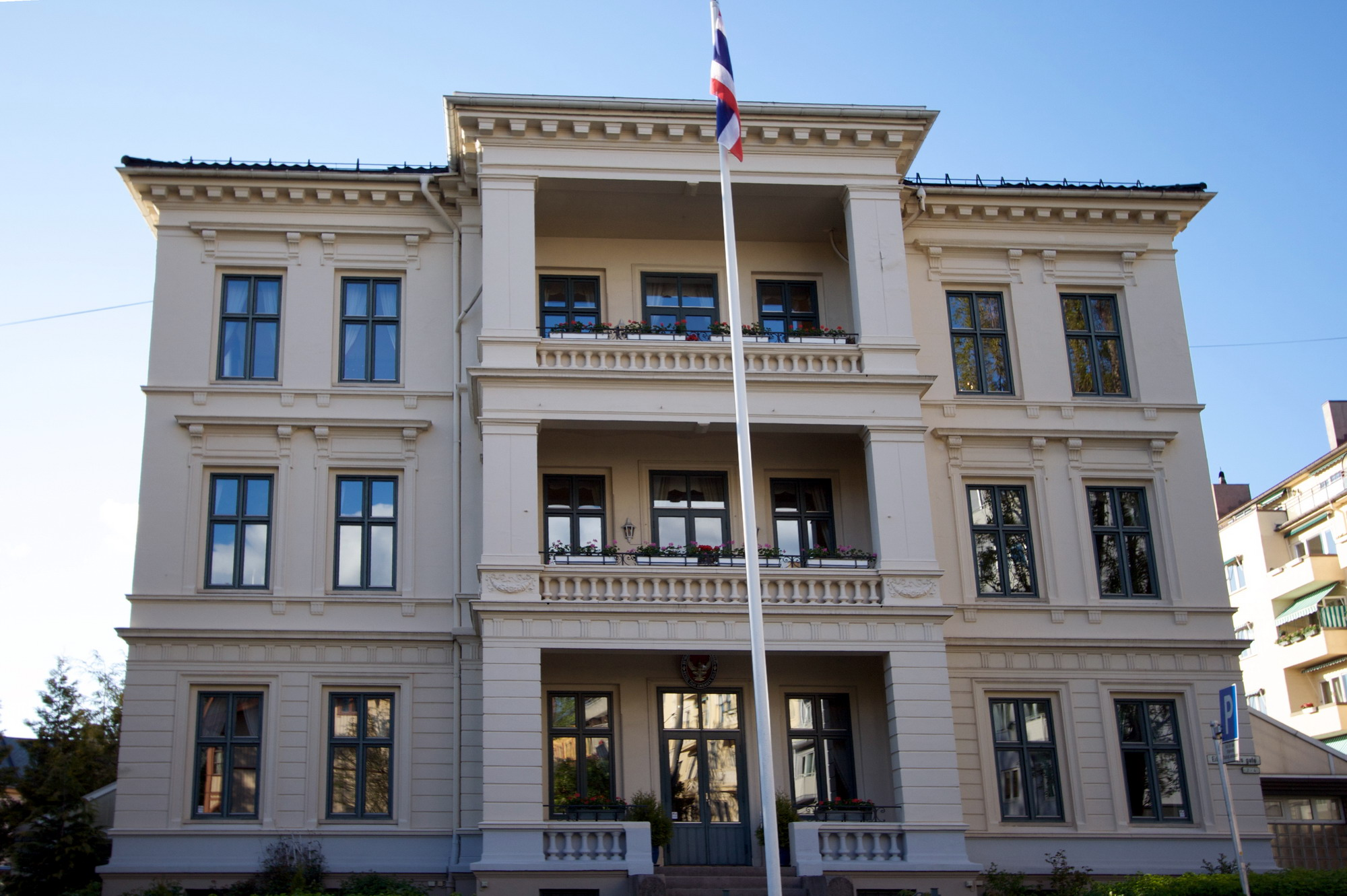
オスロのタイ大使館

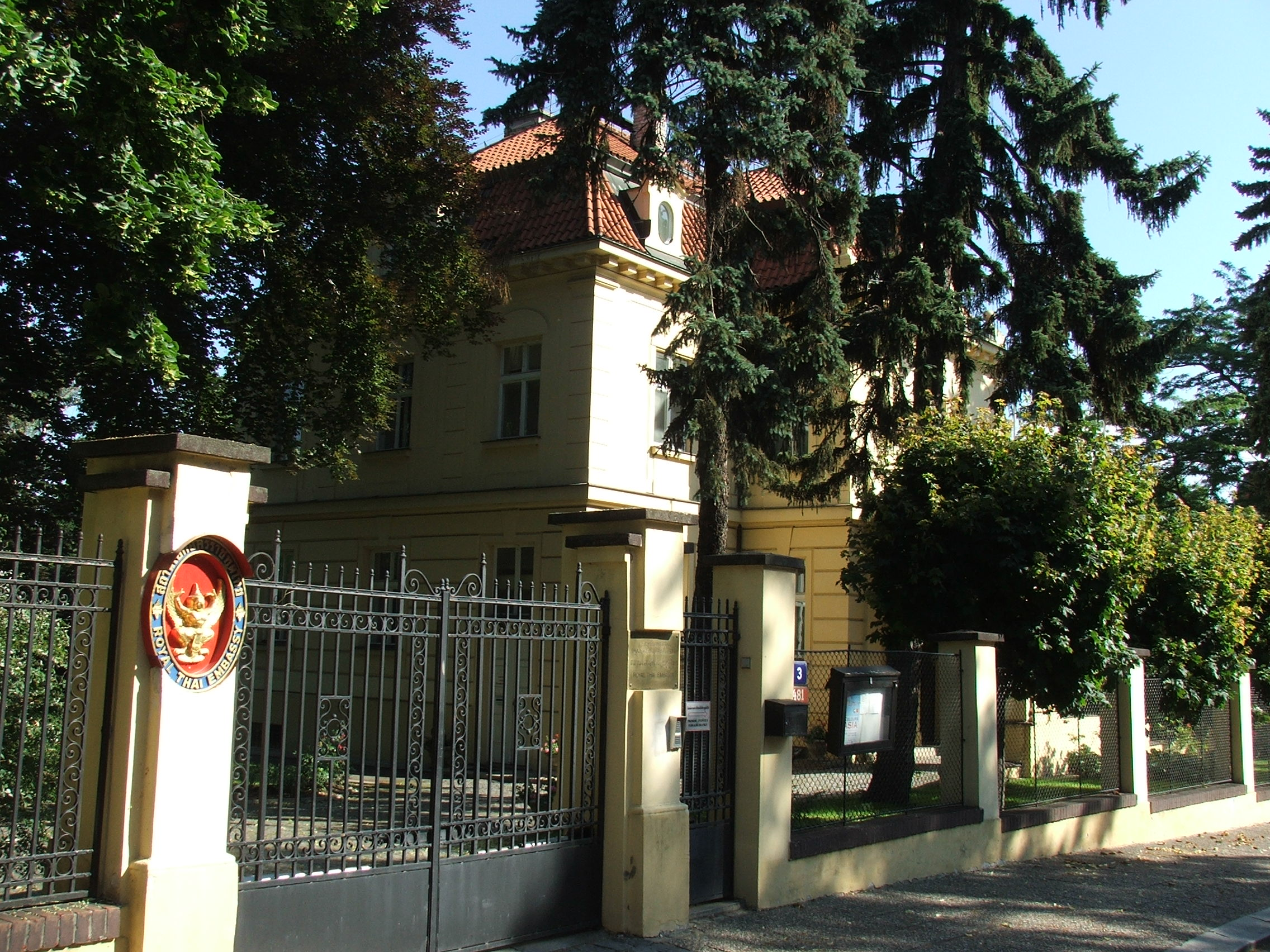
プラハのタイ大使館

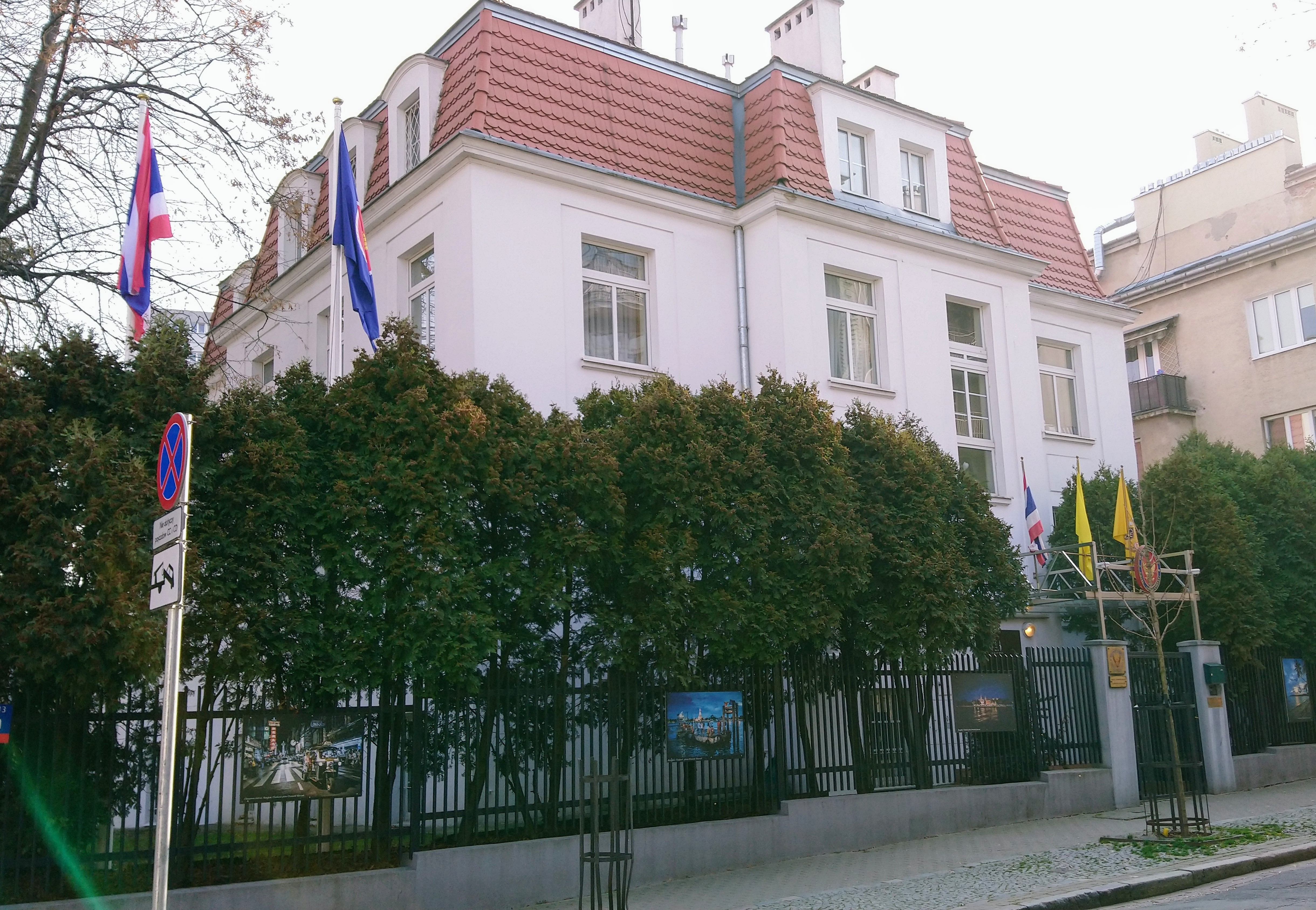
ワルシャワのタイ大使館

  - 在フランクフルト総領事館 (フランクフルト)
- ノルウェー
  - 在ノルウェー大使館 (オスロ)
  - 在ハンガリー大使館 (ブダペスト)
- フィンランド
  - 在フィンランド大使館 (ヘルシンキ)
- フランス
  - 在フランス大使館 (パリ)
- ブルガリア
  - 在ベルギー大使館 (ブリュッセル)
- ポーランド
  - 在ポーランド大使館 (ワルシャワ)
- ポルトガル
  - 在ポルトガル大使館 (リスボン)
- ルーマニア
  - 在ルーマニア大使館 (ブカレスト)
- ロシア
  - 在ロシア大使館 (モスクワ)

## 中東
- アラブ首長国連邦
  - 在アラブ首長国連邦大使館 (アブダビ)
  - 在ドバイ総領事館(ドバイ)
- イスラエル
  - 在イスラエル大使館 (テルアビブ)
- イラン
  - 在イラン大使館 (テヘラン)
- オマーン
  - 在オマーン大使館 (マスカット)
- カタール
  - 在カタール大使館 (ドーハ)
- クウェート
  - 在クウェート大使館 (クウェート市)
- サウジアラビア
  - 在サウジアラビア大使館 (リヤド)
  - 在ジッダ総領事館 (ジッダ)
- トルコ
  - 在トルコ大使館 (アンカラ)
- バーレーン
  - 在バーレーン大使館 (マナーマ)
- ヨルダン
  - 在ヨルダン大使館 (アンマン)

## アフリカ
- エジプト
  - 在エジプト大使館 (カイロ)
- ケニア
  - 在ケニア大使館 (ナイロビ)
- セネガル
  - 在セネガル大使館 (ダカール)
- ナイジェリア
  - 在ナイジェリア大使館 (アブジャ)
- マダガスカル

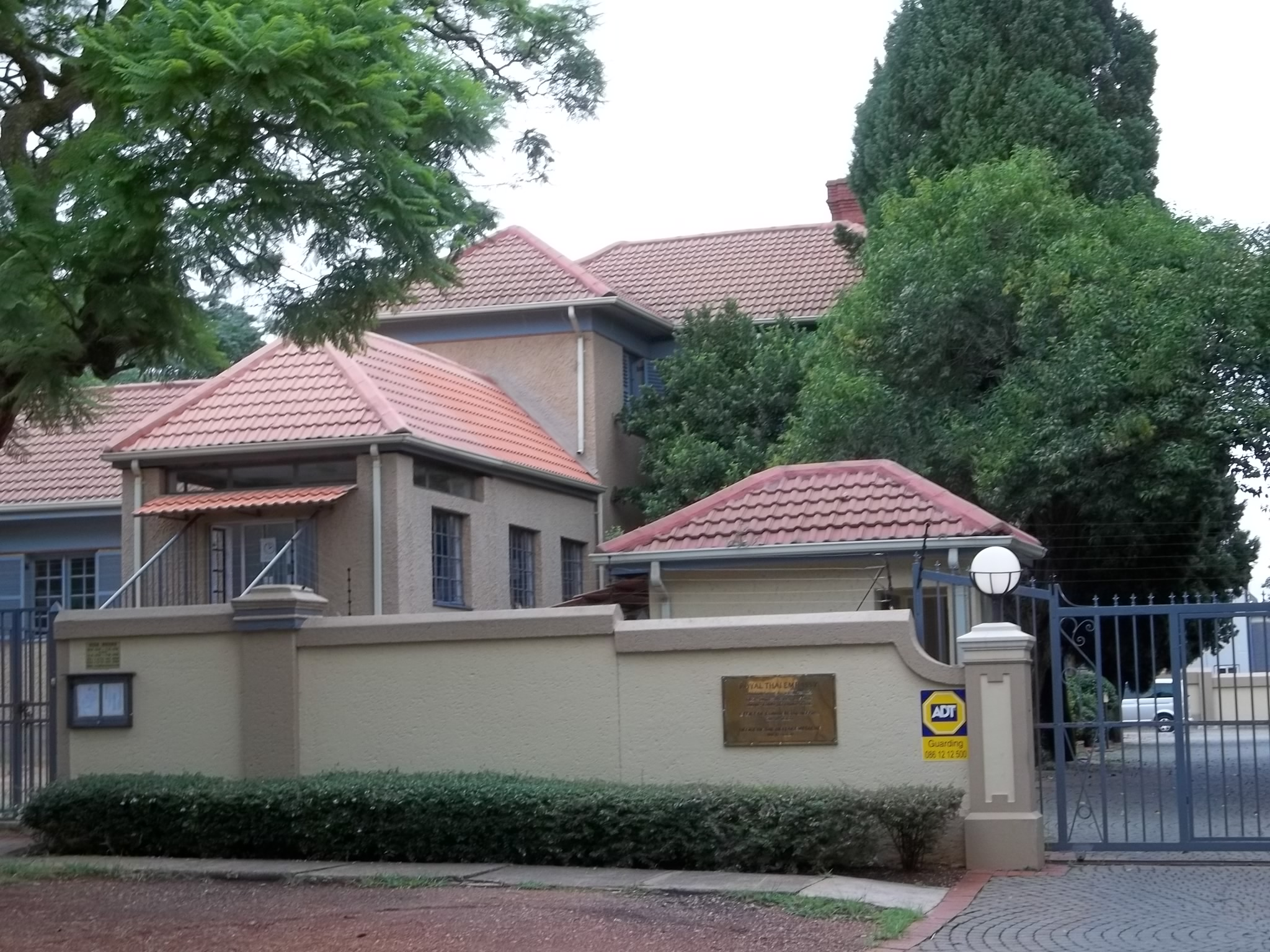
プレトリアのタイ大使館

  - 在マダガスカル総領事館 (アンタナナリボ)
- 南アフリカ共和国
  - 在南アフリカ共和国大使館 (プレトリア)
- モロッコ
  - 在モロッコ大使館 (ラバト)

## 大洋州
- オーストラリア
  - 在オーストラリア大使館 (キャンベラ)
  - 在シドニー総領事館 (シドニー)
- ニュージーランド
  - 在ニュージーランド大使館 (ウェリントン)

## 国際機関代表部
- 国際連合タイ政府代表部 (ニューヨーク)
- 国際連合教育科学文化機関タイ政府代表部 (パリ)
- ウィーン国際機関タイ政府代表部 (ウィーン)
- ジュネーブ国際機関タイ政府代表部 (ジュネーヴ)
- 欧州連合タイ政府代表部 (ブリュッセル)